# Olehsari
Olehsari is een bestuurslaag in het regentschap Banyuwangi van de provincie Oost-Java, Indonesië. Olehsari telt 2414 inwoners (volkstelling 2010).